# Barrouard
Il monte Barrouard (2.858 m s.l.m., sulla cartografia anche ufficiale chiamato semplicemente Barrouard) è una vetta delle Alpi Graie.
Si trova in provincia di Torino lungo lo spartiacque tra la val Grande di Lanzo e la valle Orco e ricade nei territori comunali di Groscavallo e di Ceresole Reale.

## Descrizione
La montagna si trova tra il colle della Piccola (2.678 m), che la separa dall'omonima cima della Piccola (e più in generale dal massiccio della Levanne), e il Corno Bianco, dal quale è divisa da un tratto di cresta il cui punto più basso è a quota 2.758 m. 
Verso sud dal Barrouard si dirama un tozzo costolone che separa tra loro il valloncello che ospita i laghi di Sagnasse (a est) dal vallone della Gura, collocato alla testata della Valgrande.
Non molto lontano della montagna sono situati il Lago del Dres (2.087 m, a nord) e i laghi di Sagnasse (2.083 m, a sud-est).
Il Barrouard è un ottimo punto panoramico, in particolare sulla vicina testata della Valgrande.

## Accesso alla cima

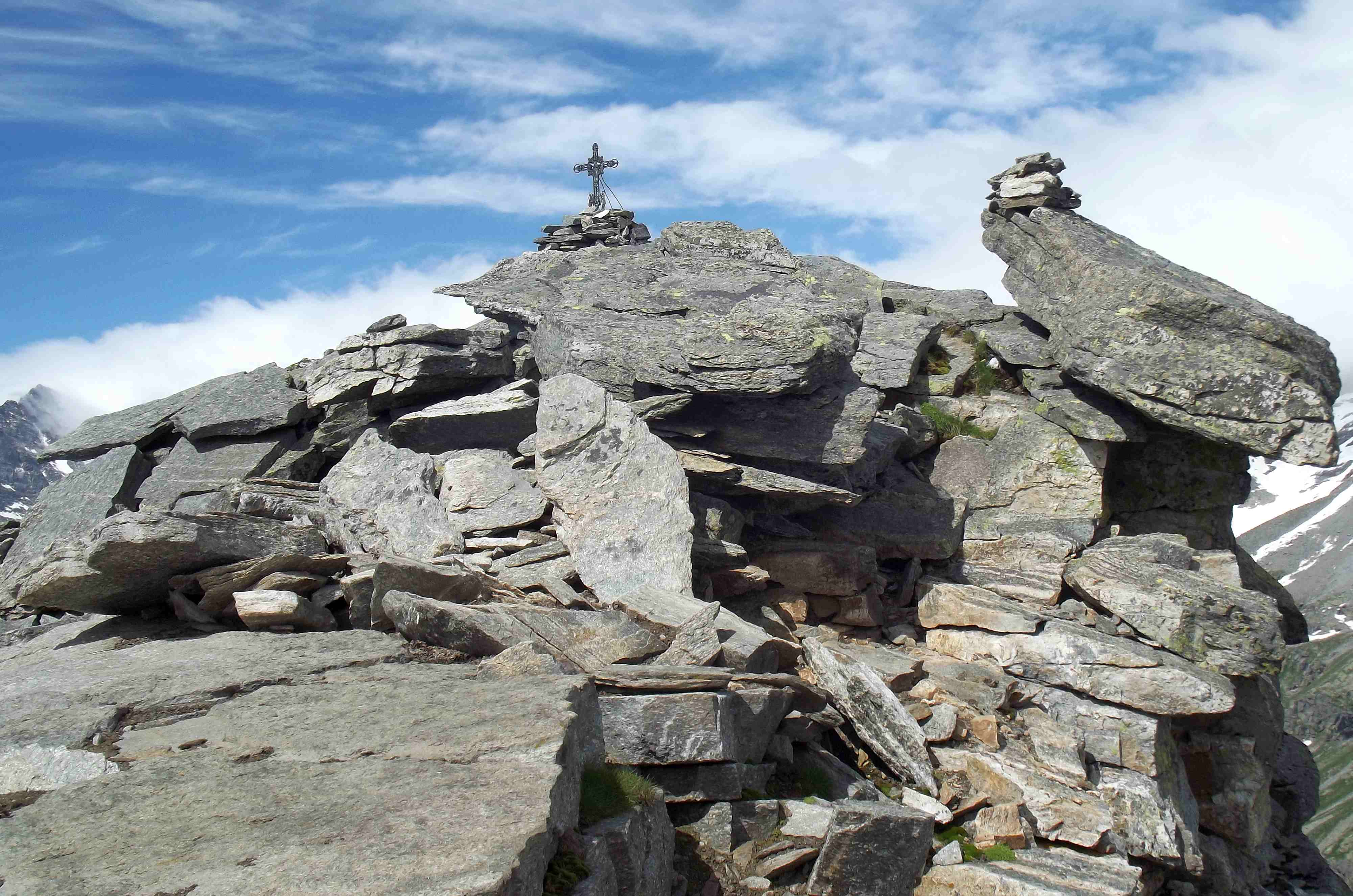
La cima della montagna

La punta può essere raggiunta con partenza dalla frazione Rivotti (Groscavallo) seguendo prima una pista sterrata fino al Gias dei Signori e raggiungendo poi per sentiero i laghi di Sagnasse. Di qui il sentiero tende a scomparire; va comunque raggiunta una insellatura del costolone sud della montagna che si seguirà poi integralmente fino alla cima per tracce di sentiero segnalate da ometti. La difficoltà dell'itinerario è stimata in E.
Si può inoltre raggiungere la vetta dalla valle dell'Orco (da Ceresole Reale) raggiungendo per sentiero il lago Dres e il colle della Piccola e di qui, per cresta, la cima della montagna; in questo caso però la difficoltà diventa di tipo EE/F.
La salita invernale dalla val Grande è una classica gita scialpinistica; non essendo però in genere possibile raggiungere i Rivotti in auto il punto di partenza dell'escursione si sposta sul fondovalle, servito da una strada che anche in caso di neve viene mantenuta aperta.